# Edward Hall (regista)
Edward Hall (Londra, 27 novembre 1966) è un regista teatrale e direttore artistico britannico.

## Biografia
Figlio di Sir Peter Hall e fratellastro di Rebecca Hall, Kevin Hall iniziò la sua carriera registica al Watermill Theatre di Bagnor nei primi anni novanta, facendosi notare con apprezzati allestimenti di classici shakespeariani, tra cui La commedia degli errori ed Otello. Nel 1997 fondò la Propeller Shakespeare Company, di cui è ancora direttore artistico. Dal 2010 al 2019 è stato il direttore artistico dell'Hampstead Theatre, per cui ha diretto il musical Sunny Afternoon, premiato con il Laurence Olivier Award al miglior nuovo musical. Occasionalmente ha collaborato anche con la Royal Shakespeare Company per cui ha diretto I due gentiluomini di Verona (1998), Edoardo III (1999), Enrico V (2000) e Giulio Cesare (2000). Attivo anche sulle scene del West End, ha diretto, tra gli altri Greta Scacchi ne Il profondo mare azzurro al Vaudeville Theatre nel 2008. Nel 2005 ha fatto il suo esordio a Broadway, dirigendo un allestimento di Un tram che si chiama Desiderio con Natasha Richardson e John C. Reilly.
È sposato con Issy van Randwyck e la coppia ha avuto due figlie.

## Filmografia
- Miss Marple (Agatha Christie's Marple) – serie TV, episodio 2x01 (2006)
- Trial & Retribution – serie TV, episodi 10x03-10x04 (2007)
- Kingdom – serie TV, 6 episodi (2008-2009)
- Spooks – serie TV, 6 episodi (2008-2010)
- Strike Back – serie TV, episodi 1x05-1x06 (2010)
- Restless – miniserie TV (2012)
- Downton Abbey – serie TV, episodi 4x07-4x08 (2013)
- Partners in Crime – miniserie TV (2015)
- I Durrell - La mia famiglia e altri animali (The Durrells) – serie TV, 3 episodi (2017)
- Mia moglie è un fantasma (Blithe Spirit) (2020)
- Gentleman Jack - Nessuna mi ha mai detto di no (Gentleman Jack) – serie TV, 3 episodi (2022)
- The Heist Before Christmas – film TV (2023)